# 나카무라 마나부
나카무라 마나부(일본어: 中村 学, 1977년 6월 26일 ~ )는 일본의 전 축구 선수이다.

## 구단 경력
과거 베갈타 센다이에서 활동하였다.